# Dekanat Ujanowice
Dekanat Ujanowice – dekanat wchodzący w skład diecezji tarnowskiej.
Dekanat Ujanowice powstał na mocy dekretu bpa tarnowskiego Jerzego Ablewicza 1 maja 1973 r. Został wydzielony z dotychczasowego rozległego dekanatu limanowskiego.
Dziekanem dekanatu Ujanowice jest (od 2021) ks. dr Piotr Drewniak – proboszcz parafii Łososina Dolna, a wicedziekanem ks. Andrzej Wanat – proboszcz parafii Laskowa.
W skład dekanatu wchodzą parafie:
- Jaworzna – Parafia Przemienienia Pańskiego
- Kamionka Mała – Parafia św. Katarzyny
- Krosna – Parafia św. Józefa Rzemieślnika
- Laskowa – Parafia Najświętszego Imienia Maryi
- Łososina Dolna – Parafia świętych Apostołów Piotra i Pawła
- Łososina Górna – Parafia Wszystkich Świętych
- Michalczowa – Parafia Najświętszej Maryi Panny Królowej Polski
- Młynne – Parafia św. Maksymiliana Marii Kolbego
- Pasierbiec – Parafia Matki Bożej Pocieszenia
- Ujanowice – Parafia św. Michała Archanioła
- Żbikowice – Parafia Matki Bożej Bolesnej
- Żmiąca – Parafia Najświętszego Serca Pana Jezusa